# Polypogon maritimus
Polypogon maritimus là một loài thực vật có hoa trong họ Hòa thảo. Loài này được Willd. miêu tả khoa học đầu tiên năm 1801.